# Grallaricula lineifrons
A Grallaricula lineifrons  a madarak osztályának verébalakúak (Passeriformes) rendjébe és a hangyászpittafélék (Grallariidae) családjába tartozó faj.

## Előfordulása
Kolumbia és Ecuador területén honos.

## Megjelenése
Átlagos testtömege 21-22 gramm.